# Massaker von Ascq

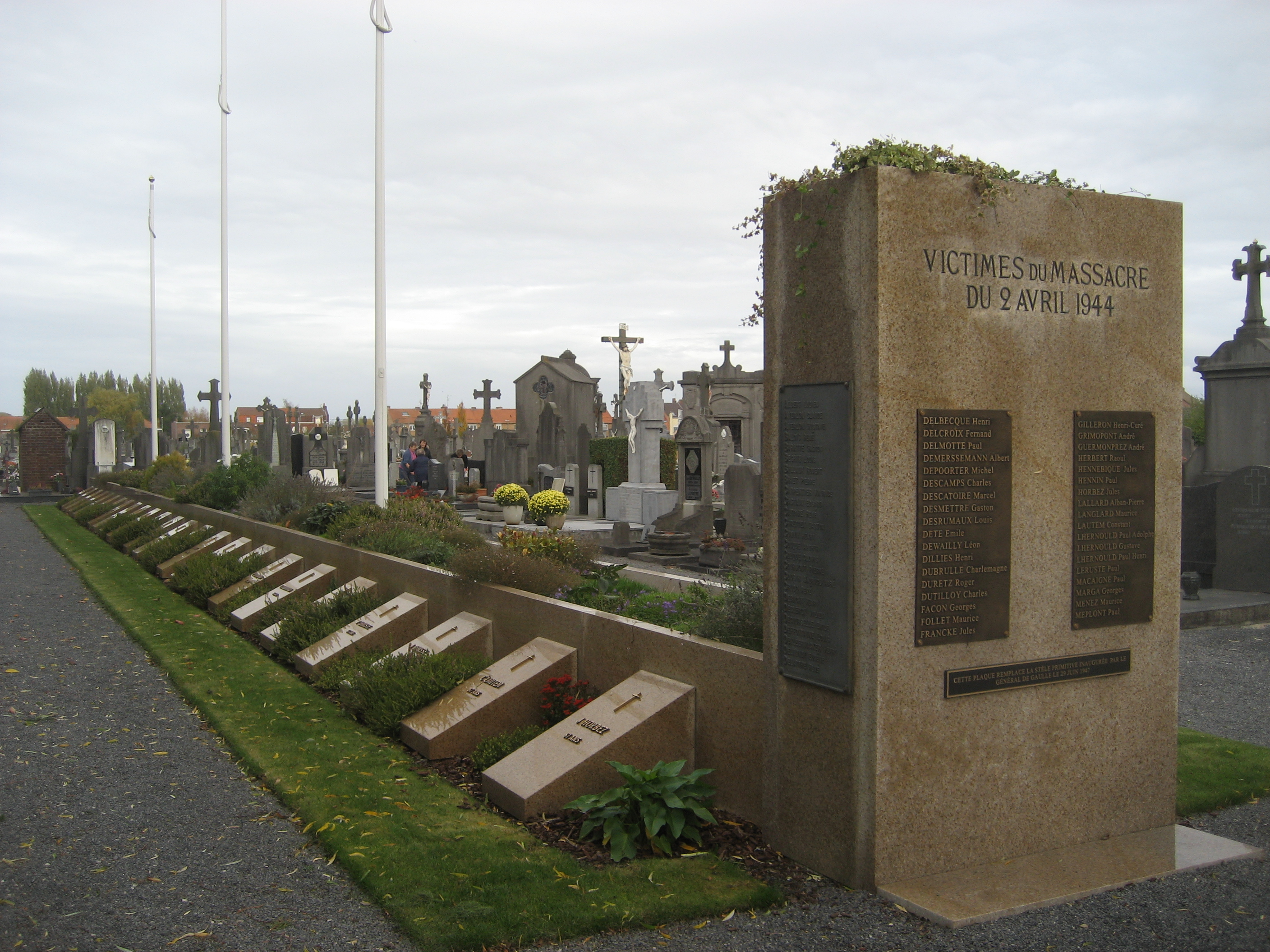
Gräber der Opfer des Massakers

Das Massaker von Ascq war ein von Angehörigen einer Kompanie der SS-Aufklärungsabteilung 12 der deutschen 12. SS-Panzer-Division „Hitlerjugend“ in der Nacht vom 1. auf den 2. April 1944 im besetzten Frankreich verübtes Kriegsverbrechen, bei dem 86 Zivilisten ermordet wurden.

## Chronologie

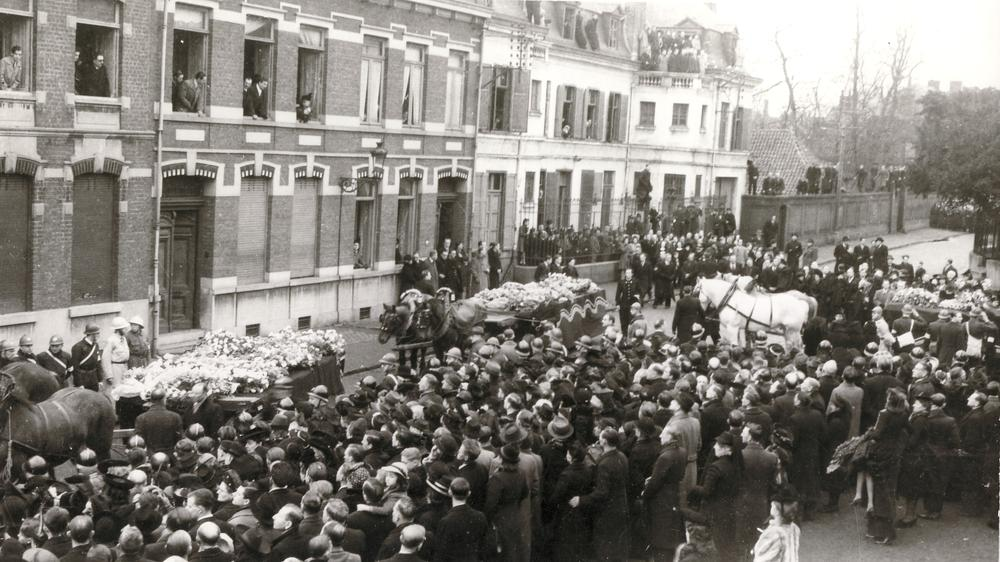
Beerdigung der Opfer des Massakers im April 1944

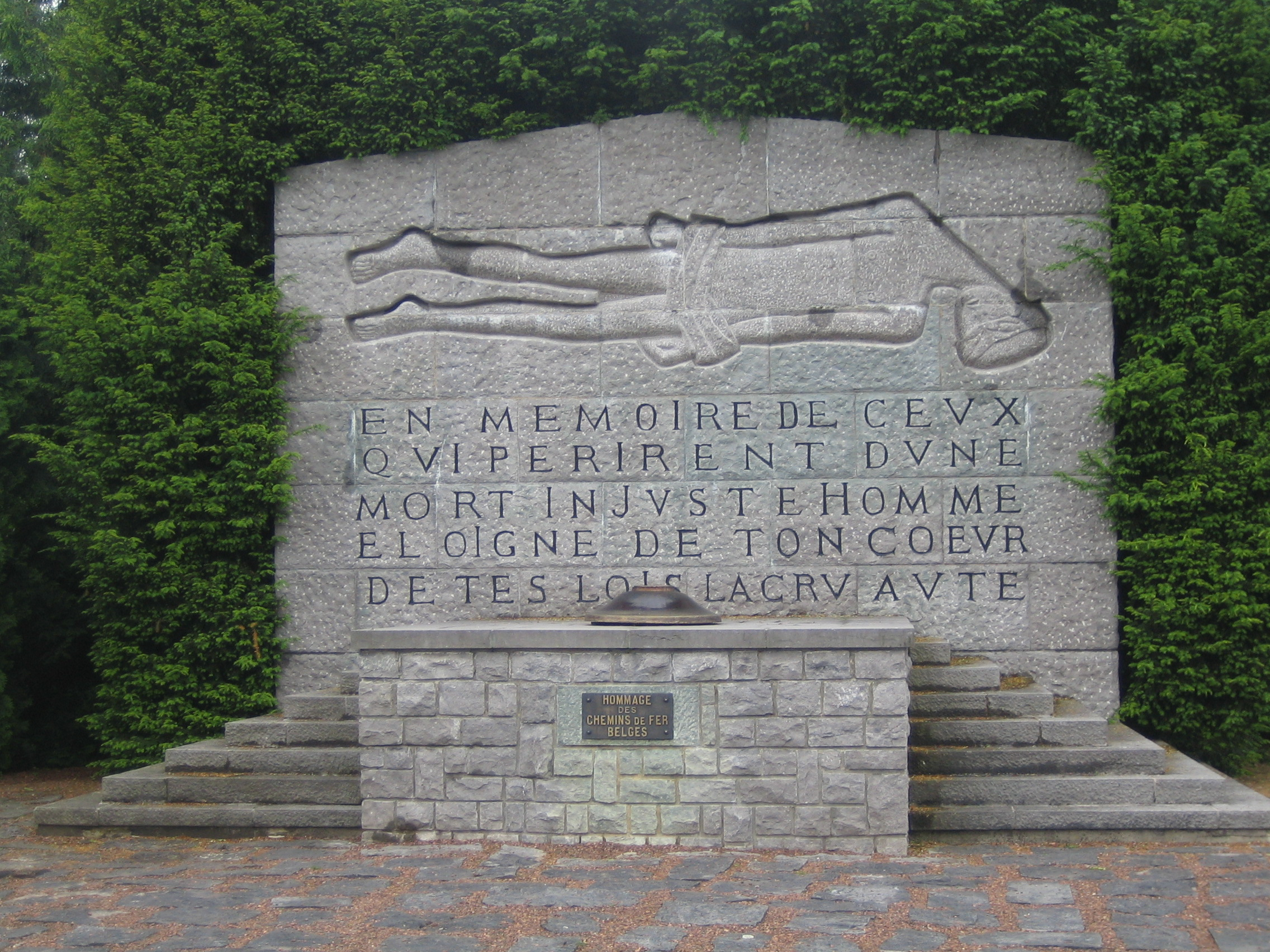
Tertre des Massacrés

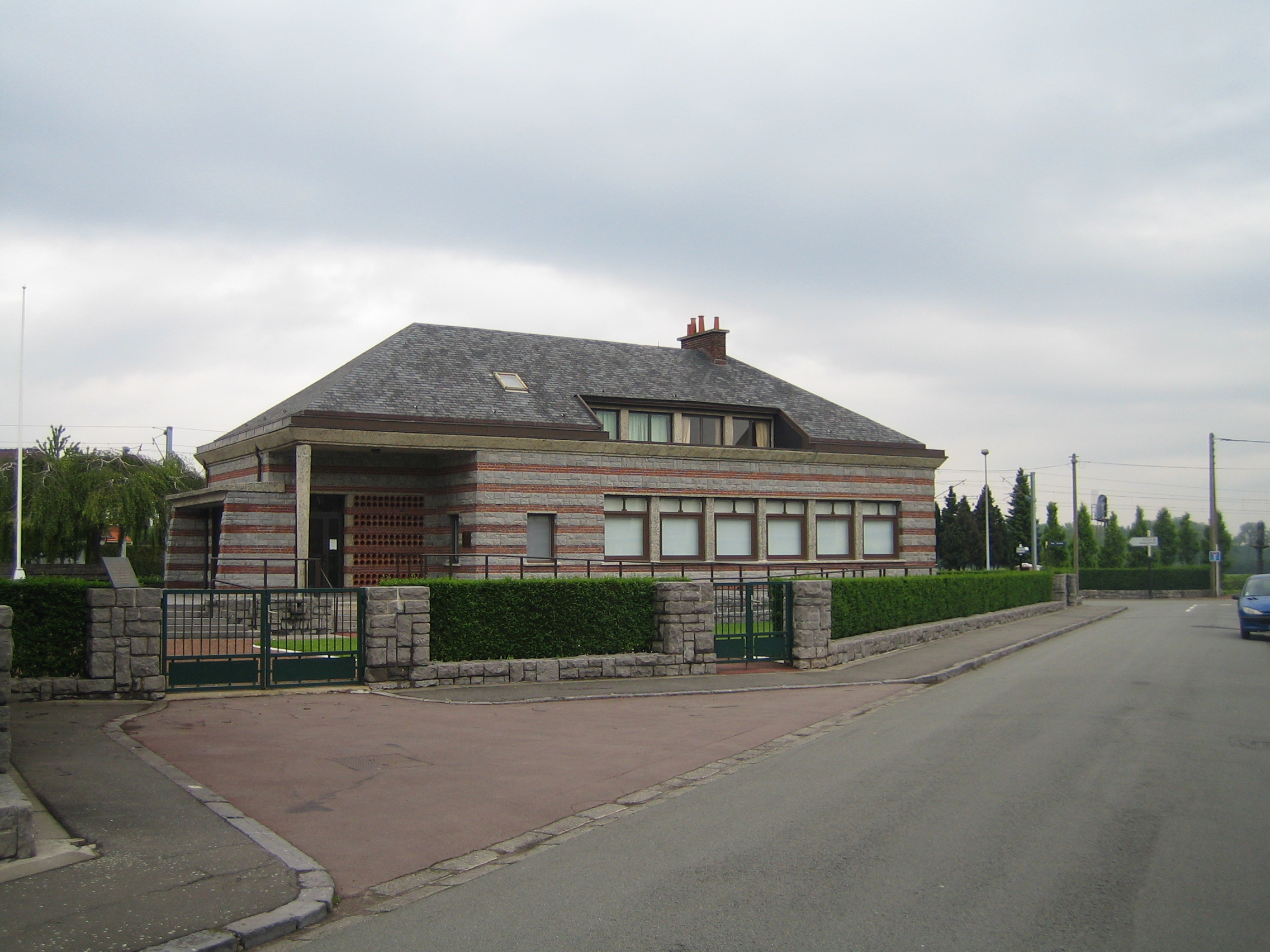
Museum Mémorial Ascq 1944

Ascq ist ein acht Kilometer östlich von Lille liegendes Dorf, durch das die Eisenbahnstrecke von Lille nach Tournai in Belgien führt. In Erwartung der alliierten Landung während der Besetzung Frankreichs sollte die 12. SS-Panzer-Division „Hitlerjugend“ von Belgien in die Normandie verlegt werden. Während sich der Zug mit drei Kompanien der Aufklärungsabteilung, etwa 460 Mann, dem Bahnhof des Ortes näherte, verübten französische Widerstandskämpfer einen Anschlag auf den Zug. Durch die Explosion entgleisten zwei, manche Quellen sprechen von drei, Waggons des Zuges. Der Kommandeur des Transports, Obersturmführer Walter Hauck, ordnete an, alle Männer des Dorfes im Alter zwischen 17 und 50 Jahren zu verhaften.
Nachdem Männer der Division diesen Befehl ausgeführt hatten, wurde den Gefangenen befohlen, entlang des Gleises zu gehen. Während sie in Bewegung waren, wurden siebzig von ihnen niedergeschossen. Weitere sechzehn waren bereits während der Durchsuchungen im Dorf erschossen worden, zusätzliche acht Männer wurden verletzt. Unter den Toten befanden sich auch fünf Angestellte der Eisenbahn. Eine benachrichtigte Streife der Feldgendarmerie beendete das Massaker. Zur Zeit dieses Massakers war der spätere SPD-Politiker Carlo Schmid als Oberkriegsverwaltungsrat bei der Oberfeldkommandatur 670 der deutschen Wehrmacht in Lille tätig. Über das Massaker von Ascq heißt es in seinen „Erinnerungen“: „Ich setzte sofort einen Tatbericht auf, der vom Oberfeldkommandanten an den Gerichtsherrn der SS-Einheit weitergeleitet wurde.“

## Gedenken
Heute gibt es in Ascq ein Museum, das dem Verbrechen selbst wie auch den Opfern gewidmet ist.
Am 13. Juli 1947 legte Präsident Vincent Auriol den Grundstein für die Gedenkstätte, die im Oktober 1955 fertiggestellt wurde. Auf dem Gelände neben der Bahnstrecke wurde der Gedenkstein Tertre des massacrés errichtet. 1984 wurde ein erstes Museum, im Jahr 2005 dann das neue Museum Mémorial Ascq 1944 eingeweiht.

## Ascq in der Literatur
Louis Aragon verarbeitete das Massaker 1954 in einem Gedicht. Ebenso spielten Marie-Paul Armand in ihrem Roman Le vent de la haine (1987) und Sorj Chalandon in seinem Roman La légende de nos pères (2009) auf diese Ereignisse an.

## Le-Pen-Interview
Nachdem der Gründer der rechtsextremen Partei Front National, Jean-Marie Le Pen, im Jahr 2005 die deutsche Besatzung im Zweiten Weltkrieg als „nicht besonders inhuman“ bezeichnet und die Umstände des Massakers verharmlost hatte, wurde er am 8. Februar 2008 zu einer dreimonatigen Haftstrafe auf Bewährung sowie einer Geldstrafe von 10.000 Euro verurteilt. In zwei von Le Pen angestrengten Revisionsverfahren wurde dieses Urteil zuletzt im Februar 2012 bestätigt.

## Verfahren gegen Tatbeteiligte
Nach dem Krieg setzten sich die Bewohner des Ortes für eine strafrechtliche Verfolgung der Täter ein. Nach einer Durchsuchung der alliierten Kriegsgefangenenlager wurden neun Personen, darunter auch Hauck, in Lille vor ein französisches Militärgericht gestellt. Das Urteil lautete zunächst in allen neun Fällen auf Todesstrafe, wurde wenig später aber in langjährige Haftstrafen umgewandelt. Hauck selbst kam 1957 wieder frei.
Im Januar 2016 führte die Staatsanwaltschaft Dortmund im Zusammenhang mit dem Massaker Hausdurchsuchungen bei drei ehemaligen Angehörigen der 12. SS-Panzer-Division „Hitlerjugend“ durch. Am 9. Oktober 2017 wurde bekannt, dass die Generalstaatsanwaltschaft Celle in dieser Sache ein Verfahren wegen Beihilfe zum Mord gegen den zu diesem Zeitpunkt 94-jährigen ehemaligen SS-Unterscharführer Karl Münter führte. Das Verfahren wurde im März 2018 eingestellt, da eine erneute Verurteilung aufgrund des französischen Todesurteils nach dem Rechtsgrundsatz, jemanden nicht zweimal in derselben Sache zu verurteilen (Ne bis in idem), nicht mehr möglich war.
Am 8. November 2018 trat Karl Münter als Beiträger auf einer Tagung vor 100 Rechtsextremisten im Privathaus von Thorsten Heise (NPD) im thüringischen Fretterode auf. Auf diesem Anwesen befindet sich außerdem ein Denkmal für die Waffen-SS mit einem Abzeichen der 12. SS-Panzer-Division „Hitlerjugend“. Die Angehörigen der Mordopfer von Ascq waren schockiert, dass Münter nicht nur nicht mehr belangt werden kann, sondern sogar von Rechtsextremisten verehrt wird.
Am 23. Juli 2019 teilte die Staatsanwaltschaft Hildesheim mit, sie habe gegen den früheren SS-Mann aus Nordstemmen Anklage wegen Volksverhetzung und Verunglimpfung Verstorbener vor dem zuständigen Landgericht (Hildesheim) erhoben. Am 20. September 2019 starb Münter im Alter von 96 Jahren.